# Spartina gracilis
Spartina gracilis är en gräsart som beskrevs av Carl Bernhard von Trinius. Spartina gracilis ingår i släktet marskgräs, och familjen gräs. Inga underarter finns listade i Catalogue of Life.

## Bildgalleri

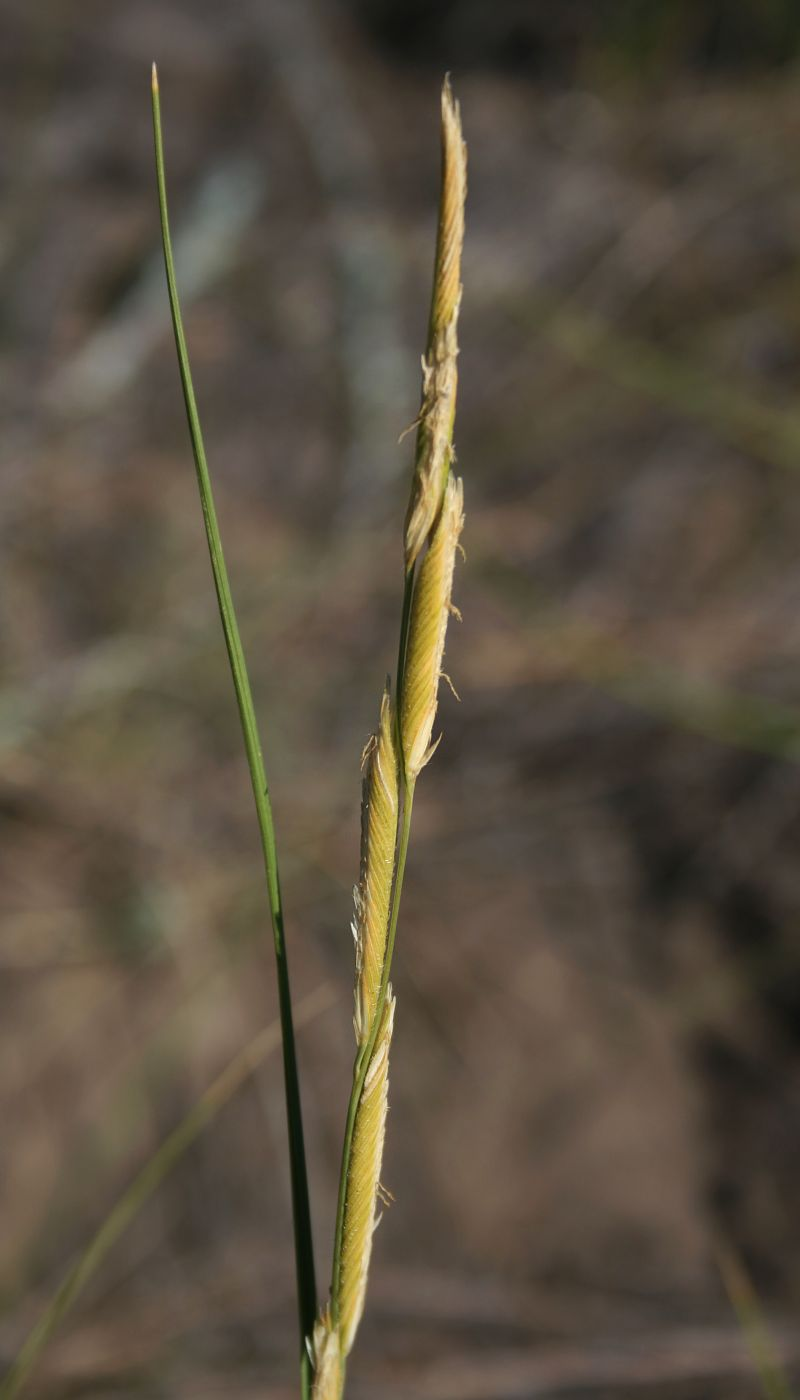
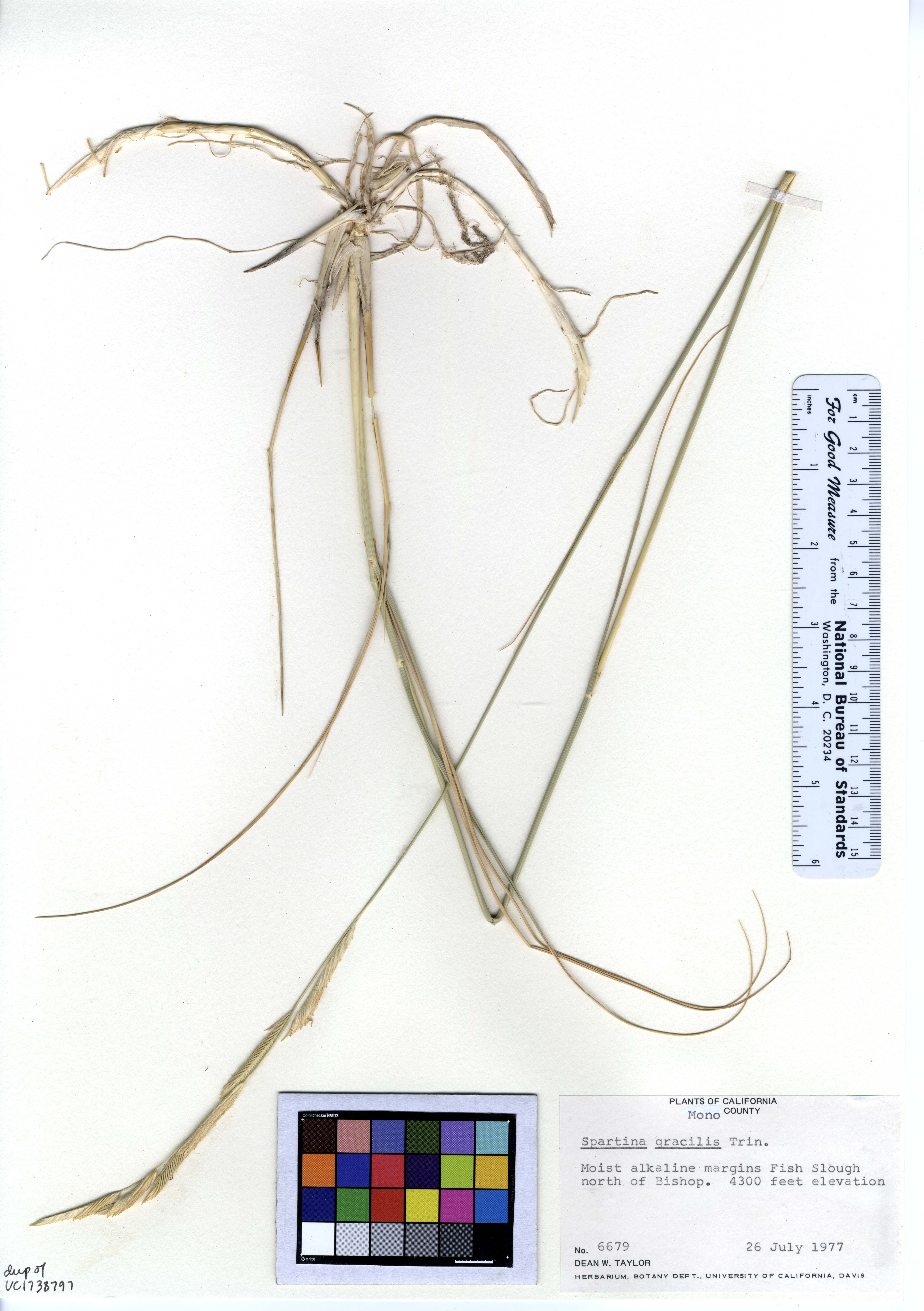